# Wyoming (1928)
Wyoming is een Amerikaanse western uit 1928 onder regie van W.S. Van Dyke.

## Verhaal
Jack Colton groeit op met de indiaan Big Cloud, de zoon van Chief Chapulti. Jack Colton wordt luitenant bij de cavalerie en Big Cloud volgt zijn vader op als opperhoofd. Hij en zijn krijgers schenden een verdrag, wanneer ze een karavaan aanvallen onder leiding van luitenant Colton.

## Rolverdeling
| Acteur              | Personage                |
| ------------------- | ------------------------ |
| Tim McCoy           | Jack Colton              |
| Dorothy Sebastian   | Samantha Jerusha Farrell |
| Charles Bell        | Chief Big Cloud          |
| William Fairbanks   | Buffalo Bill             |
| Chief John Big Tree | Indiaan                  |
| Goes in the Lodge   | Chief Chapulti           |
| Blue Washington     | Mose                     |
| Bert Henderson      | Oswald                   |